# 臺灣人權
| \| 本條目屬於 臺灣系列 \| |
| 前往臺灣主題頁 |
| 臺灣概況 - 經濟 • 政治 • 法律 • 人權 • 能源 • 交通 行政區劃 • 城市 • 政府 • 政黨 • 選舉 • 總統 • 外交 軍事 • 族群 • 人口 • 公民 • 原住民族 • LGBT權益 臺海現狀 • 臺灣問題 |
| 臺灣文化 （總覽） - 文學 • 料理 • 茶藝 • 小吃 • 夜市 • 郵票 建築 • 語言 • 宗教 • 葬禮 • 古蹟 • 遺址 • 國寶 民俗文物 • 節日 • 教育 • 體育 • 媒體 • 眷村 文化活動 • 觀光 • 購物中心 • 百貨公司 世界遺產潛力點 • 歷史建築百景 • 流行文化                                                    |
| 臺灣藝術 （總覽） - 音樂 • 漫畫 • 動畫 • 電影 • 攝影 • 舞蹈 戲劇 • 臺劇 |
| 臺灣地理 （總覽） - 天文 • 氣候 • 地質 • 地震 • 斷層 • 火山 • 生態 濕地 • 山峰 • 山脈 • 湖泊 • 水庫 • 河流 • 溫泉 島嶼 • 海岸 • 特殊生物 • 保育生物 • 生態環境 自然保護區 • 國家公園 • 森林遊樂區 縣市級風景特定區 • 直轄市級風景特定區 國家級風景特定區                                 |
| 臺灣歷史 （詳細） - 史前時期(-1624)↓理蕃政策(1933) 原住民聯盟與政權↓奧蘭治城包圍戰(1662)↓澎湖海戰(1683)↓馬關條約(1895)↓日本投降(1945) 荷屬福爾摩沙/西屬艾爾摩莎 鄭氏政權清治時期 日治時期 戰後時期 │1624│1649│1674│1699│1724│1749│1774│1799│1824│1849│1874│1899│1924│1949│1974│1999│2024 |
| 閱 • 論 • 编 |
| 本條目屬於 臺灣系列 |

臺灣人權是指人權在臺灣的實踐，也就是臺灣人做為一個人對所應享有之權利的爭取歷史與現行保障。以下分別從歷史、法律、現實等層面描述臺灣的人權進展，參考國際人權團體對臺灣各地各類人權狀況的觀察。

## 歷史發展

### 中華民國時期 (戒嚴時期)
- 國際公約之參與
  - 《世界人權宣言》(1967年中國名義簽署；1971年被中華人民共和國取代聯合國席次)
  - 《公民權利和政治權利國際公約》(2009年國內法制化通過；聯合國不承認)
  - 《經濟、社會、文化權利國際公約》(2009年國內法制化通過；聯合國不承認)

### 中華民國時期 (解嚴後)
臺灣的人權狀況在過去數十年間有長足的進步，在2004年自由之家的報告中，臺灣在公民自由方面的分數為1，政治權利方面的分數為2（1為最高，7為最低），意即臺灣在亞洲國家中屬最自由國家之列。根據2021年自由之家最新數據，所有指標皆為1，屬於最自由等級，以分數來看，全球排名第11名，與英國和奧地利等國同分。
近來臺灣社會對於死刑存廢、兵役、居住正義等問題出現了一些爭議；此外，近來同性婚姻在臺灣也是個受關注的議題。不過有關同性婚姻的問題，憲法法庭已於2017年5月24日頒布《司法院釋字第748號解釋》，援引《中華民國憲法》第7條、第22條規定，使同婚權利在臺灣得以受到憲法保障，進而讓臺灣成為亞洲第一個承認同性婚姻合法的國家。關於死刑存廢問題，憲法法庭則於2024年9月20日頒布《113年憲判字第8號判決》，裁定死刑合憲，但法院在宣判死刑時，須確認同時符合以下所有條件：
- 被告之犯罪情節為最嚴重情形
- 經合議庭法官一致決同意
- 程序符合最嚴密正當法律程序要求

其中，關於「一致決」的規定常被認為是在實質上廢除死刑。

## 基本權利

### 人身自由與正當法律程序
《中華民國憲法》第八條：「人民身體之自由應予保障」。除現行犯之逮捕由法律另定外，非經司法或警察機關依法定程序，不得逮捕拘禁。非由法院依法定程序，不得審問處罰。非依法定程序之逮捕、拘禁、審問、處罰得拒絕之。 
人民因犯罪嫌疑被逮捕拘禁時，其逮捕拘禁機關應將逮捕拘禁原因，以書面告知本人及其本人指定之親友，並至遲於二十四小時內移送該管法院審問。本人或他人亦得聲請該管法院，於二十四小時內向逮捕之機關提審。 
法院對於前項聲請，不得拒絕，並不得先令逮捕拘禁之機關查覆。逮捕拘禁之機關對於法院之提審，不得拒絕或遲延。 
人民遭受任何機關非法逮捕拘禁時，其本人或他人得向法院聲請追究，法院不得拒絕，並應於二十四小時內向逮捕拘禁之機關追究，依法處理。
人身自由之保障，除遵守憲法第八條外，尚需踐行正當法律程序，參照司法院大法官釋字第384號：憲法第八條第一項規定：「人民身體之自由應予保障。除現行犯之逮捕由法律另定外，非經司法或警察機關依法定程序，不得逮捕拘禁。非由法院依法定程序，不得審問處罰。非依法定程序之逮捕，拘禁，審問，處罰，得拒絕之。」其所稱「依法定程序」，係指凡限制人民身體自由之處置，不問其是否屬於刑事被告之身分，國家機關所依據之程序，須以法律規定，其內容更須實質正當，並符合憲法第二十三條所定相關之條件。
另外，人身自由亦可援用財產權之特別犧牲與損失補償之概念，參照司法院大法官釋字第670號理由書：「人民受憲法第十五條保障之財產權，因公益需要而受特別犧牲者，應由國家依法律予以補償，已迭經本院解釋在案（本院釋字第四００號、第四二五號、第五一六號、第六五二號解釋參照）。人民受憲法第八條保障身體之自由，乃行使其憲法上所保障其他自由權利之前提，為重要基本人權，尤其應受特別保護，亦迭經本院解釋在案（本院釋字第三八四號、第五八八號解釋參照）。是特定人民身體之自由，因公共利益受公權力之合法限制，諸如羈押、收容或留置等，而有特別情形致超越人民一般情況下所應容忍之程度，構成其個人之特別犧牲者，自應有依法向國家請求合理補償之權利，以符合憲法保障人民身體自由及平等權之意旨。」

### 財產權
|                        | 人民之生存權、工作權及財產權，應予保障。 |
| ——中華民國憲法第十五条 |                                          |

|                              | 國家應推行全民健康保險，並促進現代和傳統醫藥之研究發展。 |
| ——中華民國憲法增修條文第十条 |                                                          |

司法院大法官釋字第400號：「憲法第十五條關於人民財產權應予保障之規定，旨在確保個人依財產之存續狀態行使其自由使用、收益及處分之權能，並免於遭受公權力或第三人之侵害，俾能實現個人自由、發展人格及維護尊嚴。」
財產權之保障並非絕對，基於社會連帶之概念，個人行使財產權時，依法受社會責任之限制。參照司法院大法官釋字第652號理由書：「憲法第十五條規定，人民之財產權應予保障，故國家因公用或其他公益目的之必要，雖得依法徵收人民之財產，但應給予合理之補償。此項補償乃因財產之徵收，對被徵收財產之所有權人而言，係為公共利益所受之特別犧牲，國家自應予以補償，以填補其財產權被剝奪或其權能受限制之損失。故補償不僅需相當，更應儘速發給，方符憲法保障人民財產權之意旨，迭經本院解釋在案（本院釋字第四００號、第四二五號、第五一六號解釋參照）。」

## 行為權利

### 居住與遷徙自由權
中華民國憲法第十條：「人民有居住及遷徙之自由。」
司法官大法官釋字第443號理由書：「憲法第十條規定人民有居住及遷徙之自由，係指人民有選擇其居住處所，營私人生活不受干預之自由，且有得依個人意願自由遷徙或旅居各地之權利。」
1984年台灣首次針對居住權進行社會運動「無殼蝸牛運動」，但房價依然持續上升引發社會大眾關注議題。

### 公民與政治權利

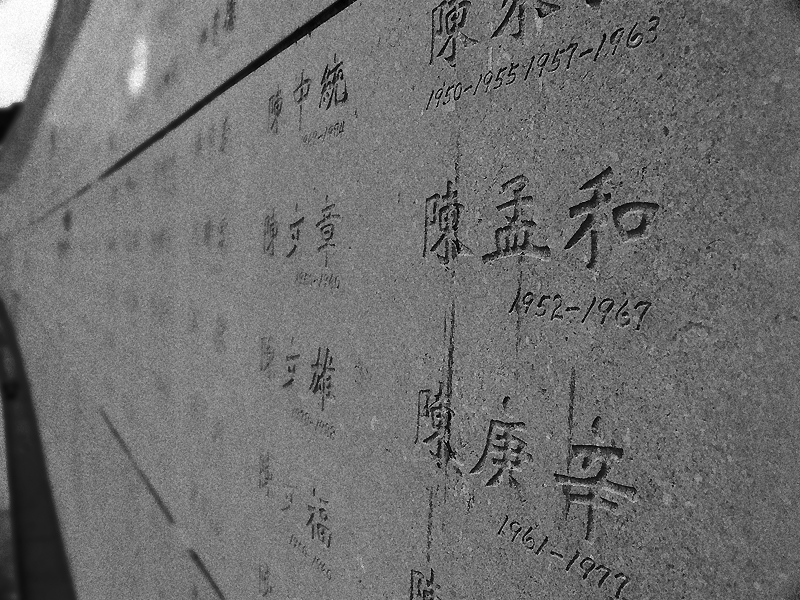
臺灣綠島人權紀念碑：一道長約十來公尺的石牆上，刻滿當年在白色恐怖下的犧牲者名單

#### 司法權
|                        | 人民有請願、訴願及訴訟之權。 |
| ——中華民國憲法第十六条 |                              |

司法院大法官釋字第396號解釋理由書：憲法第十六條所定人民之訴訟權，乃人民於其權利遭受侵害時，得訴請救濟之制度性保障，其具體內容，應由立法機關制定法院組織與訴訟程序有關之法律，始得實現。惟人民之訴訟權有其受憲法保障之核心領域，為訴訟權必備之基本內容，對其若有欠缺，即與憲法第十六條保障人民訴訟權之意旨不符。

#### 參政權
|                        | 人民有集會及結社之自由。 |
| ——中華民國憲法第十四条 |                          |

司法院大法官解釋釋字第445號：「憲法第十四條規定人民有集會之自由，此與憲法第十一條規定之言論、講學、著作及出版之自由，同屬表現自由之範疇，為實施民主政治最重要的基本人權。國家為保障人民之集會自由，應提供適當集會場所，並保護集會、遊行之安全，使其得以順利進行。以法律限制集會、遊行之權利，必須符合明確性原則與憲法第二十三條之規定。」
司法院大法官解釋釋字第644號理由書：「憲法第十四條規定人民有結社之自由，旨在保障人民為特定目的，以共同之意思組成團體並參與其活動之權利，並確保團體之存續、內部組織與事務之自主決定及對外活動之自由等。結社自由除保障人民得以團體之形式發展個人人格外，更有促使具公民意識之人民，組成團體以積極參與經濟、社會及政治等事務之功能。各種不同團體，對於個人、社會或民主憲政制度之意義不同，受法律保障與限制之程度亦有所差異。惟結社自由之各該保障，皆以個人自由選定目的而集結成社之設立自由為基礎，故其限制之程度，自以設立管制對人民結社自由之限制最為嚴重，因此相關法律之限制是否符合憲法第二十三條之比例原則，應就各項法定許可與不許可設立之理由，嚴格審查，以符憲法保障人民結社自由之本旨。」
司法院大法官《釋字第718號解釋》：「集會之自由，旨在保障人民以集體行動之方式和平表達意見，與社會各界進行溝通對話，以形成或改變公共意見，並影響、監督政策或法律之制定，係本於主權在民理念，為實施民主政治以促進思辯、尊重差異，實現憲法兼容並蓄精神之重要基本人權。為保障該項自由，國家除應提供適當集會場所，採取有效保護集會之安全措施外，並應在法律規定與制度設計上使參與集會、遊行者在毫無恐懼的情況下行使集會自由。以法律限制人民之集會自由，須遵守憲法第二十三條之比例原則，方符合憲法保障集會自由之本旨。」
|                        | 人民有選舉、罷免、創制及複決之權。 |
| ——中華民國憲法第十七条 |                                    |

|                        | 人民有應考試服公職之權。 |
| ——中華民國憲法第十八条 |                          |

#### 自決權
司法院大法官釋字第645號理由書：「憲法第二條規定：「中華民國之主權屬於國民全體。」依憲法本文之設計，我國憲政體制係採代議民主，其後雖歷經多次修憲，惟憲法第五十三條規定行政院為國家最高行政機關，第六十二條、第六十三條規定，立法院為國家最高立法機關，由人民選舉之立法委員組織之，代表人民行使立法權；立法院有議決法律案、預算案、戒嚴案、大赦案、宣戰案、媾和案、條約案及國家其他重要事項之權。又中華民國八十六年七月二十一日修正公布之憲法增修條文第三條第二項亦維持行政院對立法院負責之精神，是代議民主之政治結構並無本質上之改變。
憲法第十七條另規定：「人民有選舉、罷免、創制及複決之權。」第一百三十六條復規定：「創制、複決兩權之行使，以法律定之。」足見憲法亦明定人民得經由創制、複決權之行使，參與國家意志之形成。在不改變我國憲政體制係採代議民主之前提下，立法機關依上開規定之意旨，制定公民投票法，提供人民對重大政策等直接表達意見之管道，以協助人民行使創制、複決權，與憲法自屬無違。」

### 思想自由與表達自由
中華民國憲法第11條：「人民有言論、講學、著作及出版之自由」。

#### 言論自由
《中華民國憲法》第11條：“人民有言論、講學、著作及出版之自由”。
黨外政論雜誌《自由時代》週刊創辦人鄭南榕因宣揚臺灣獨立運動（刊登許世楷起草的「台灣共和國新憲法草案」，台湾制宪运动一部分）而接到涉嫌叛亂的法院傳票，他為了凸顯「爭取百分之百的言論自由」而於1989年4月7日拒捕自焚殉道，此後被譽為「焚而不燬台灣魂」。
1991年，獨立台灣會案促使一〇〇行動聯盟推動廢除刑法一百條。1992年，立法院修訂該條後，思想、學術與言論之自由獲得具體保障。
1994年，司法院大法官會議首度在《釋字第364號解釋》中提及言論自由：「...言論自由為民主憲政之基礎。...」
1998年，《釋字第445號解釋》表明「...集會自由主要係人民以行動表現言論自由；至於講學、著作、出版自由係以言論或文字表達其意見，對於一般不易接近或使用媒體言論管道之人，集會自由係保障其公開表達意見之重要途徑。...」
2003年《釋字第567號解釋》：「思想自由保障人民內在精神活動，是人類文明之根源與言論自由之基礎，亦為憲法所欲保障最基本之人性尊嚴，對自由民主憲政秩序之存續，具特殊重要意義，不容國家機關以包括緊急事態之因應在內之任何理由侵犯之，亦不容國家機關以任何方式予以侵害。」
2008年《釋字第644號解釋》：「言論自由有實現自我、溝通意見、追求真理、滿足人民知的權利，形成公意，促進各種合理的政治及社會活動之功能，乃維持民主多元社會正常發展不可或缺之機制。」此項解釋使包括主張分裂國土的思想、學術與言論之自由及人民團體組織與活動（結社組黨等）主張分裂國土的自由獲得更具體保障。

#### 出版自由

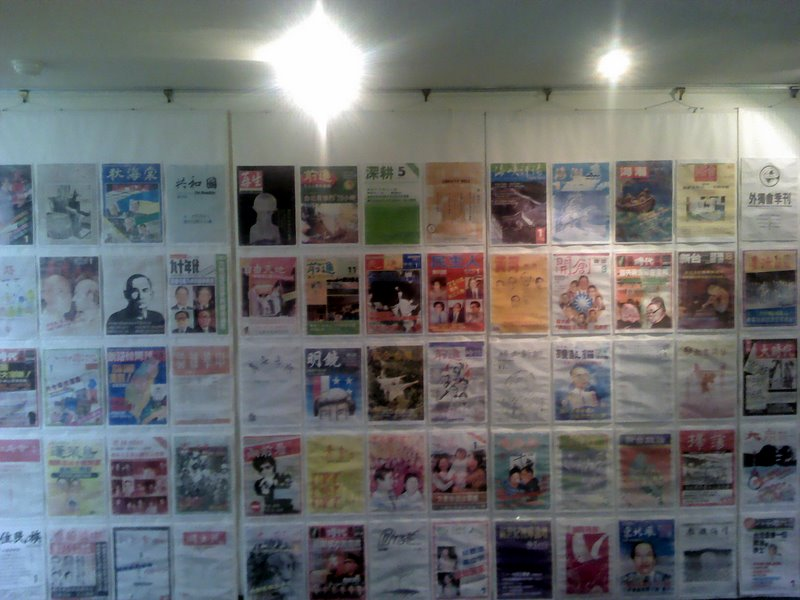
臺灣戒嚴時期各種短命的黨外雜誌

#### 新聞自由
自1986年解嚴以來，台灣的新聞媒體已由原先國民黨政府的傳聲筒，演變成能對時政自由批評的「第四權」。根據無國界記者組織、國際記者協會、自由之家等監督團體的2004年調查中，台灣的媒體享有世界上最高的新聞自由。(Mark Magnier, LA Times, 05/02/28)

2005年，美國「自由之家」公布〈世界各國新聞自由度調查報告〉（Freedom of the Press），台灣名列全球第35名，與日本同居亞洲第一。2008年，台灣在同報告中名列全球第32名，居亞洲第一，報告認為「台灣堅守司法獨立及經濟自由，媒體市場高度競爭，因而擁有東亞最自由的媒體環境；中華民國憲法明確保障言論及新聞自由，政府尊重且保障民眾知的權利。」
部分人士認為，由於新聞的八卦（gossip）化，使得新聞逐漸失去專業與道德；而由於媒體本身有強烈的立場，台灣的新聞很少能做出公正客觀的論述（特別是對於政治方面），同時也有人譴責台灣媒體破壞人權（參見台灣媒體爭議）。
2005年8月，台灣新聞局對有線電視業者進行換發執照審查，結果有七家電視台因未通過審查而被撤照關台，其中包括一家新聞台「東森新聞S台」。此舉立即引起軒然大波：部份人士（特別是媒體人）認為這是政府抑制新聞自由的行為；另一部分則認為新聞台早已需要整頓，政府本應有所作為。同年10月，新聞局對另一家電視台TVBS展開公司資產結構合法性的調查，該調查結果將會涉及TVBS的存續；由於時間敏感（同一周TVBS的政論節目「2100全民開講」揭發政府高雄捷運弊案的醜聞），媒體批評政府是有意要報復TVBS。
臺灣在2008年馬英九就任總統後，根據美國人權組織自由之家（Freedom House）所公布「2009年世界新聞自由調查報告」，顯示台灣新聞自由度倒退。。
2011年，司法院召開憲法法庭，辯論隱私權與新聞自由之保障，並作成司法院大法官《釋字第689號解釋》：「為確保新聞媒體能提供具新聞價值之多元資訊，促進資訊充分流通，滿足人民知的權利，形成公共意見與達成公共監督，以維持民主多元社會正常發展，新聞自由乃不可或缺之機制...新聞採訪行為則為提供新聞報導內容所不可或缺之資訊蒐集、查證行為，自應為新聞自由所保障之範疇。...非僅保障隸屬於新聞機構之新聞記者之採訪行為，亦保障一般人為提供具新聞價值之資訊於眾，或為促進公共事務討論以監督政府，而從事之新聞採訪行為。惟新聞採訪自由亦非絕對，國家於不違反憲法第二十三條之範圍內，自得以法律或法律明確授權之命令予以適當之限制。...新聞採訪者於有事實足認特定事件之報導具一定之公益性，而屬大眾所關切並具有新聞價值者（例如犯罪或重大不當行為之揭發、公共衛生或設施安全之維護、政府施政之妥當性、公職人員之執行職務與適任性、政治人物言行之可信任性、公眾人物影響社會風氣之言行等），如須以跟追方式進行採訪，且其跟追行為依社會通念所認非屬不能容忍，該跟追行為即具正當理由而不在系爭規定（《社會秩序維護法》）處罰之列。」
2012年，「自由之家」公布「2012年新聞自由度報告」（Freedom of the Press 2012），臺灣排名全球第47名，較2011年進步1名，在亞洲國家僅次於日本，並與美國、芬蘭、英國、日本等國同屬「自由」（Free）等級。
2013年，「自由之家」公布全球自由度調查報告，台灣與歐美高度民主化國家同列民主等級，自由之家表示，台灣是健全民主國家，是東亞各國的民主典範。2013年，臺灣在無國界記者新聞自由指數197個國家或地區的排名中名列第47名，包括台灣在內的66個國家被評定為自由。
2014年，無國界記者組織公布全球新聞自由度報告（World Press Freedom Index），台灣在180個國家或地區排名第50。

2015年，無國界記者組織公布全球新聞自由指數，台灣在180個受評國家或地區中排名第51，在亞太地區次於紐西蘭及澳洲。
2017年，臺灣在無國界記者新聞自由指數180個國家或地區的排名中名列第45名，再次位居亞洲最佳。

#### 學術自由與大學自治
司法院大法官釋字第684號理由書：「大學教學、研究及學生之學習自由均受憲法之保障，在法律規定範圍內享有自治之權（本院釋字第五六三號解釋參照）。為避免學術自由受國家不當干預，不僅行政監督應受相當之限制（本院釋字第三八０號解釋參照），立法機關亦僅得在合理範圍內對大學事務加以規範（本院釋字第五六三號、第六二六號解釋參照），受理行政爭訟之機關審理大學學生提起行政爭訟事件，亦應本於維護大學自治之原則，對大學之專業判斷予以適度之尊重（本院釋字第四六二號解釋參照）。」
2010年，由於通過法律限制在大專院校任職學者不得參與特定政治活動，自由之家將臺灣的公民自由指數由1級下調至2級。

### 宗教自由
|                        | 人民有信仰宗教之自由。 |
| ——中華民國憲法第十三条 |                        |

司法院大法官解釋釋字第573號理由書：「憲法第十三條規定人民有信仰宗教之自由，係指人民有信仰與不信仰任何宗教之自由，以及參與或不參與宗教活動之自由，國家不得對特定之宗教加以獎勵或禁制，或對人民特定信仰畀予優待或不利益。其保障範圍包含內在信仰之自由、宗教行為之自由與宗教結社之自由（本院釋字第四九○號解釋參照）。人民所從事之宗教行為及宗教結社組織，與其發乎內心之虔誠宗教信念無法截然二分，人民為實現內心之宗教信念而成立、參加之宗教性結社，就其內部組織結構、人事及財政管理應享有自主權，宗教性規範茍非出於維護宗教自由之必要或重大之公益，並於必要之最小限度內為之，即與憲法保障人民信仰自由之意旨有違。憲法第十五條規定人民之財產權應予保障，旨在確保個人依其財產之存續狀態行使其自由使用、收益及處分之權能，並免於遭受公權力或第三人之侵害。寺廟之財產亦應受憲法有關財產權規定之保障。...憲法保障人民有信仰宗教之自由，係為維護人民精神領域之自我發展與自我實踐，及社會多元文化之充實，故國家對宗教應謹守中立及寬容原則，不得對特定之宗教加以獎勵或禁制，或對人民特定信仰畀予優待或不利益，前已述及；且憲法第七條明文規定：「中華民國人民，無分男女、宗教、種族、階級、黨派，在法律上一律平等。」是國家如僅針對特定宗教而為禁制或畀予不利益，即有悖於宗教中立原則及宗教平等原則。」

### 勞動權利
2004年美國國務院點名的台灣勞動問題，因低薪高工時的現象非常嚴重。

#### 外籍勞工
雖然在法律上，在台灣工作的外國人都屬於外籍勞工，但一般所稱的外勞指的乃是從事較低階工作、體力勞動、或幫傭的外勞，他們大多來自生活條件較差的東南亞等地，與一般印象中從事美語教學或者管理階層工作的外國人不同。
有些人認為，外勞目前在台灣的遭遇是官方法令限制、雇主與仲介業者的剝削、社會的歧視三者的混合。官方法令的限制製造了雇主與仲介業者剝削外勞的溫床，而本地人在失業率偏高以及對外勞不瞭解的情況下，對其產生排擠的情緒。而這樣的情形必須透過修法保障更多外勞人權以及整個社會的教育來解決。。
2019年12月綠色和平基金會發布「海上奴役」調查報告給美國。2020年9月美國首度將台灣遠洋漁獲列入「強迫勞動」清單。11月全球34國人權團體也向台灣政府發佈「終結遠洋漁業強迫勞動」之聯合聲明。2021年5月，監查院表示外交部、勞動部及漁業署在美國發布強迫勞動清單前，除公文往返外，沒有相關積極作為，導致政府形象遭嚴重打擊與傷害，核有違失，並促請行政院會同司法院正視遠洋漁船外籍漁工的人權議題。
2021年美國人口販運報告(TIP Report) 顯示台灣連續12年被評為最高的第一級，與美、英等國並列。但報告指出，台灣仍有許多問題待解，包括部分官方人士採用不同且成效不彰的受害者鑑別程序，影響部分受害者取得司法資源及保護照顧。人力不足與檢查規程不全的問題，也讓鑑別、調查與起訴台灣籍遠洋漁船強迫勞動事件的工作頻頻受阻。由於台灣缺乏特定勞動法規保障權益，數千名外籍看護身處可能遭強迫勞役剝削的風險之中。

#### 性工作者權利
目前台灣性交易已非刑法所處罰之行為，只有行政裁罰的問題，但尚未有地方首長規畫專區，而導致性交易「形式合法，實質非法」的矛盾現況。

## 族群權利

### 老人權利
聯合國於1991年通過「聯合國老人綱領」，提出18項主張，並歸類 5 種老人權利：獨立、參與、照顧、自我實現及尊嚴。台灣的獨居老人、老人受虐、醫藥保健食品、財務詐騙、社會積極參與權及三失老人（失依、失智、失能）問題日趨嚴重。

### 兒童及少年權利
1987年教育部宣布解除髮禁，但各校仍在學生的頭髮做文章，九成以上的學校都說「這不是髮禁，而是校規」，還有學校以「這是主流髮式，不是校規。」規避教育部的廢髮禁聲明。2005年教育部長杜正勝昨針對全省六十四萬中學學生最關切的髮禁規範，做出重大宣示：教育部將以行政命令發函各級學校，要求從今年九月起，不得以校規規範學生髮式，全面解除髮禁。
2014年國內法制化國際公約《兒童權利公約施行法》。

### 女性權利
|                              | 國家應維護婦女之人格尊嚴，保障婦女之人身安全，消除性別歧視，促進兩性地位之實質平等。 |
| ——中華民國憲法增修條文第十条 |                                                                                      |

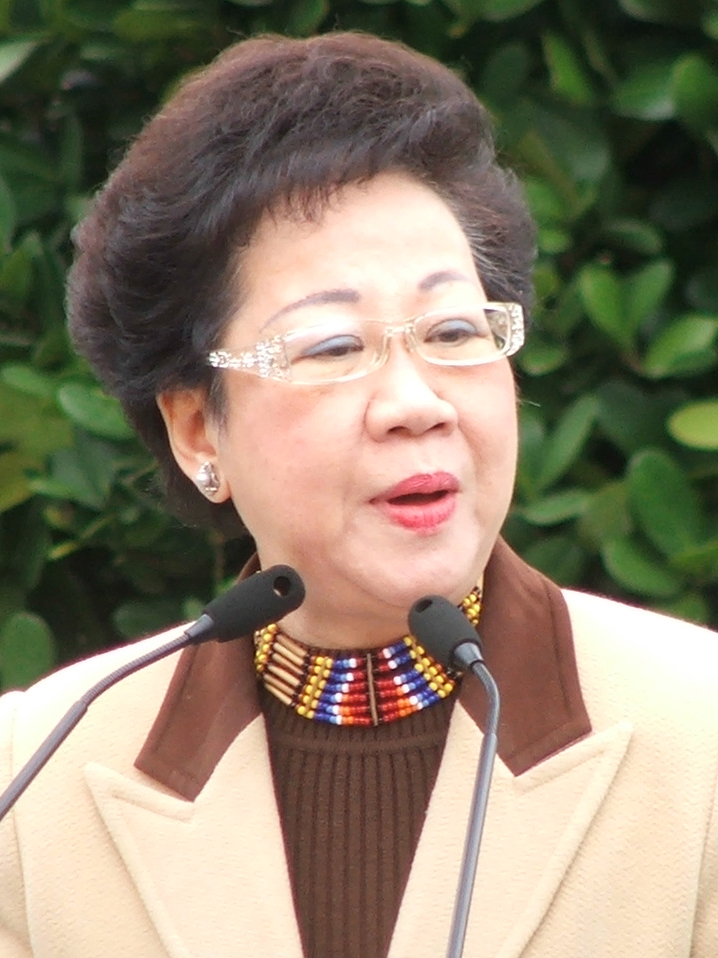
中華民國第一位女性副總統呂秀蓮

憲法對女性的權利做出保障，司法院大法官釋字第365號理由書：「「中華民國人民，無分男女、宗教、種族、階級、黨派，在法律上一律平等」「國家應維護婦女之人格尊嚴，保障婦女之人身安全，消除性別歧視，促進兩性地位之實質平等」，憲法第七條及憲法增修條文第九條第五項，分別定有明文。由一男一女成立之婚姻關係，以及因婚姻而產生父母子女共同生活之家庭，亦有上述憲法規定之適用。因性別而為之差別規定僅於特殊例外之情形，方為憲法之所許，而此種特殊例外之情形，必須基於男女生理上之差異或因此差異所生之社會生活功能角色上之不同，始足相當。」，人民不因為性別而享有不同的權利。
增修條文中明訂立法委員之全國不分區名額，女性應過半。
2011年國內法制化國際公約《消除對婦女一切形式歧視公約》，2012年施行。
2016年，蔡英文當選中華民國第十四任總統，為中華民國首位女性元首，可視為女權發展的一個重大里程碑。

### 原住民權利
|                              | 國家肯定多元文化，並積極維護發展原住民族語言及文化。國家應依民族意願，保障原住民族之地位及政治參與，並對其教育文化、交通水利、衛生醫療、經濟土地及社會福利事業予以保障扶助並促其發展，其辦法另以法律定之。 |
| ——中華民國憲法增修條文第十条 | |

1999年由總統候選人持陳水扁與各族原住民簽定《原住民族與台灣新政府新的夥伴關係條約》為基礎，訂定日後的《原住民族基本法》。
2016年8月1日，台灣原住民日，總統蔡英文兌現選前承諾，以總統身分代表政府向原住民道歉。「原住民族青年陣線」表示蔡英文並不是代表自己道歉，而是以元首身分、代表國家，向原住民族過去至今所受到的壓迫和剝奪道歉。

### 身心障礙者人權
2000年9月13日於景文高中發生玻璃娃娃案，該案民事程序於二審判決時，通過新聞報導受到公眾的矚目並引起了廣泛的討論，也引發了社會對「好心是否也需量力而為」的爭論。
2014年台灣通過《身心障礙者權利公約施行法》。
2017年10月，台灣進行第一次的「身心障礙者權利公約國際審查」，五名國際專家提出70多項建議，認為台灣對於身心障礙者的權利，仍處於「醫療模式」階段，認為台灣應儘速成立獨立的身權監督機制，並修改法規。

### LGBT權利
|                                 | 民法第4編親屬第2章婚姻規定，未使相同性別二人，得為經營共同生活之目的，成立具有親密性及排他性之永久結合關係，於此範圍內，與憲法第22條保障人民婚姻自由及第7條保障人民平等權之意旨有違。 |
| ——摘錄《司法院釋字第748號解釋》 | |

臺灣通常被認為是東亞、乃至亞洲地區之中，少數LGBT權益相對友善之地區，該國教育部亦下令教導人民尊重LGBT權益。目前，臺灣是亞洲地區唯一准許同性婚姻的國家，意即同性性行為及同性婚姻在臺灣是合法的，也有《性別平等教育法》和《性別平等工作法》等反歧視弱勢性別法令。根據一份2014年的研究，臺灣社會普遍接納同志，不會因其性傾向而拒絕與他們交友、求職等權利，臺灣多數民眾並不同意對同志的種種刻板印象。然而問及若自己子女是同志時，其意見則明顯保留。

### 軍中人權與軍事審判
|                      | 人民除現役軍人外，不受軍事審判。 |
| ——中華民國憲法第九條 |                                  |

司法院大法官釋字第436號：
|  | 憲法第八條第一項規定，人民身體之自由應予保障，非由法院依法定程序不得審問處罰；憲法第十六條並規定人民有訴訟之權。現役軍人亦為人民，自應同受上開規定之保障。又憲法第九條規定：「人民除現役軍人外，不受軍事審判」，乃因現役軍人負有保衛國家之特別義務，基於國家安全與軍事需要，對其犯罪行為得設軍事審判之特別訴訟程序，非謂軍事審判機關對於軍人之犯罪有專屬之審判權。至軍事審判之建制，憲法未設明文規定，雖得以法律定之，惟軍事審判機關所行使者，亦屬國家刑罰權之一種，其發動與運作，必須符合正當法律程序之最低要求，包括獨立、公正之審判機關與程序，並不得違背憲法第七十七條、第八十條等有關司法權建制之憲政原理；規定軍事審判程序之法律涉及軍人權利之限制者，亦應遵守憲法第二十三條之比例原則。本於憲法保障人身自由、人民訴訟權利及第七十七條之意旨，在平時經終審軍事審判機關宣告有期徒刑以上之案件，應許被告直接向普通法院以判決違背法令為理由請求救濟。 |

### 死刑犯權利
死刑制度在中華民國仍為合憲，參照司法院大法官釋字第476號：「人民身體之自由與生存權應予保障，固為憲法第八條、第十五條所明定；惟國家刑罰權之實現，對於特定事項而以特別刑法規定特別之罪刑所為之規範，倘與憲法第二十三條所要求之目的正當性、手段必要性、限制妥當性符合，即無乖於比例原則，要不得僅以其關乎人民生命、身體之自由，遂執兩不相侔之普通刑法規定事項，而謂其係有違於前開憲法之意旨。中華民國八十一年七月二十七日修正公布之「肅清煙毒條例」、八十七年五月二十日修正公布之「毒品危害防制條例」，其立法目的，乃特別為肅清煙毒、防制毒品危害，藉以維護國民身心健康，進而維持社會秩序，俾免國家安全之陷於危殆。因是拔其貽害之本，首予杜絕流入之途，即著重煙毒來源之截堵，以求禍害之根絕；而製造、運輸、販賣行為乃煙毒禍害之源，其源不斷，則流毒所及，非僅多數人之生命、身體受其侵害，并社會、國家之法益亦不能免，為害之鉅，當非個人一己之生命、身體法益所可比擬。對於此等行為之以特別立法嚴厲規範，當已符合比例原則；抑且製造、運輸、販賣煙毒之行為，除有上述高度不法之內涵外，更具有暴利之特質，利之所在，不免群趨僥倖，若僅藉由長期自由刑措置，而欲達成肅清、防制之目的，非但成效難期，要亦有悖於公平與正義。肅清煙毒條例第五條第一項：「販賣、運輸、製造毒品、鴉片或麻煙者，處死刑或無期徒刑。」毒品危害防制條例第四條第一項：「製造、運輸、販賣第一級毒品者，處死刑或無期徒刑；處無期徒刑者，得併科新臺幣一千萬元以下罰金。」其中關於死刑、無期徒刑之法定刑規定，係本於特別法嚴禁毒害之目的而為之處罰，乃維護國家安全、社會秩序及增進公共利益所必要，無違憲法第二十三條之規定，與憲法第十五條亦無牴觸。」

### 新移民權利
近年台灣晚婚或不婚化現象加深、尤其是未婚年輕男性人數高於年輕女性，未婚男性自國外尋找婚配對象已成為一種社會現象。這些「台灣的媳婦」由出身國家的不同也被稱做「越南新娘」、「印尼新娘」、「中國新娘」等等。她們與她們的第二代已成為構成台灣社會的族群之一，融入了台灣生活，被認為是『新台灣人』的一份子。她們對於台灣社會有很大的貢獻（根據歷史推斷表示，如果一個社會有許多男人找不到老婆，社會將會明顯不穩定[建議提供來源]），但不可否認的有些外籍新娘確實因為家庭內暴力、夫方家庭的不諒解、或是因教育程度不及台灣一般水準而受到歧視等等，在身體心理上遭受到了痛苦。
中國大陸地區新移民在公民權之保障上，與本國人民亦有相當差距。兩岸關係條例（臺灣地區與大陸地區人民關係條例）第21條即有所限制，且系爭限制，目前為大法官所肯認合憲。參照司法院大法官釋字第618號。

## 資料來源

### 內部連結
- 臺灣憲法史
- 中華民國憲法
- 中華民國憲法增修條文
- 司法院大法官
- 國際人權日
- 價值觀外交

#### 人權組織與團體
| - 總統府人權諮詢委員會 - 立法院跨黨派國際人權促進會 - 監察院國家人權委員會 - 台灣人權促進會 - 法律扶助基金會 - 台灣民主基金會 - 公民監督國會聯盟 - 國際特赦組織台灣分會 - 台灣廢除死刑推動聯盟 - 中華人權協會 - 婦女新知基金會 - 婦女救援基金會 - 現代婦女基金會 | - 臺灣同志諮詢熱線協會 - 台灣伴侶權益推動聯盟 - 日日春關懷互助協會 - 彭婉如基金會 - 台灣國際勞工協會 - 勞動人權協會 - 台灣勞工陣線 - 台灣醫療勞動正義與病人安全促進聯盟 - 中華民國兒童人權協會 - 台灣關懷中國人權聯盟 - 台灣性別不明關懷協會 - 勵馨社會福利事業基金會 - 台灣酒駕防制社會關懷協會 |

#### 相關事件與紀念
| - 二二八事件 - 二二八受刑人案 - 二二八和平紀念碑 - 二二八和平紀念公園 - 湯德章紀念公園 - 二二八事件責任歸屬研究報告 - 四六事件 - 台灣白色恐怖時期 - 國立臺灣民主紀念館 - 自由廣場 - 國家人權博物館 | - 景美人權文化園區 - 綠島人權文化園區 - 美麗島事件 - 美麗島車站 - 林宅血案 - 陳文成事件 - 被出賣的台灣 (電影) - 鍾鼎邦事件 - 蔡中士案 - 洪下士案 - 白衫軍運動 |

### 外部連結
- 國家人權博物館
- 教育部人權教育諮詢暨資源中心
- 人權學堂
- 國立臺灣大學法律學院人權研究中心
- 東吳大學人權教育網 （页面存档备份，存于）